# Proosdij van Oudmunster te Utrecht
De Proosdij van Oudmunster te Utrecht was een proosdij die verbonden was aan de kapittelkerk van Oudmunster te Utrecht.

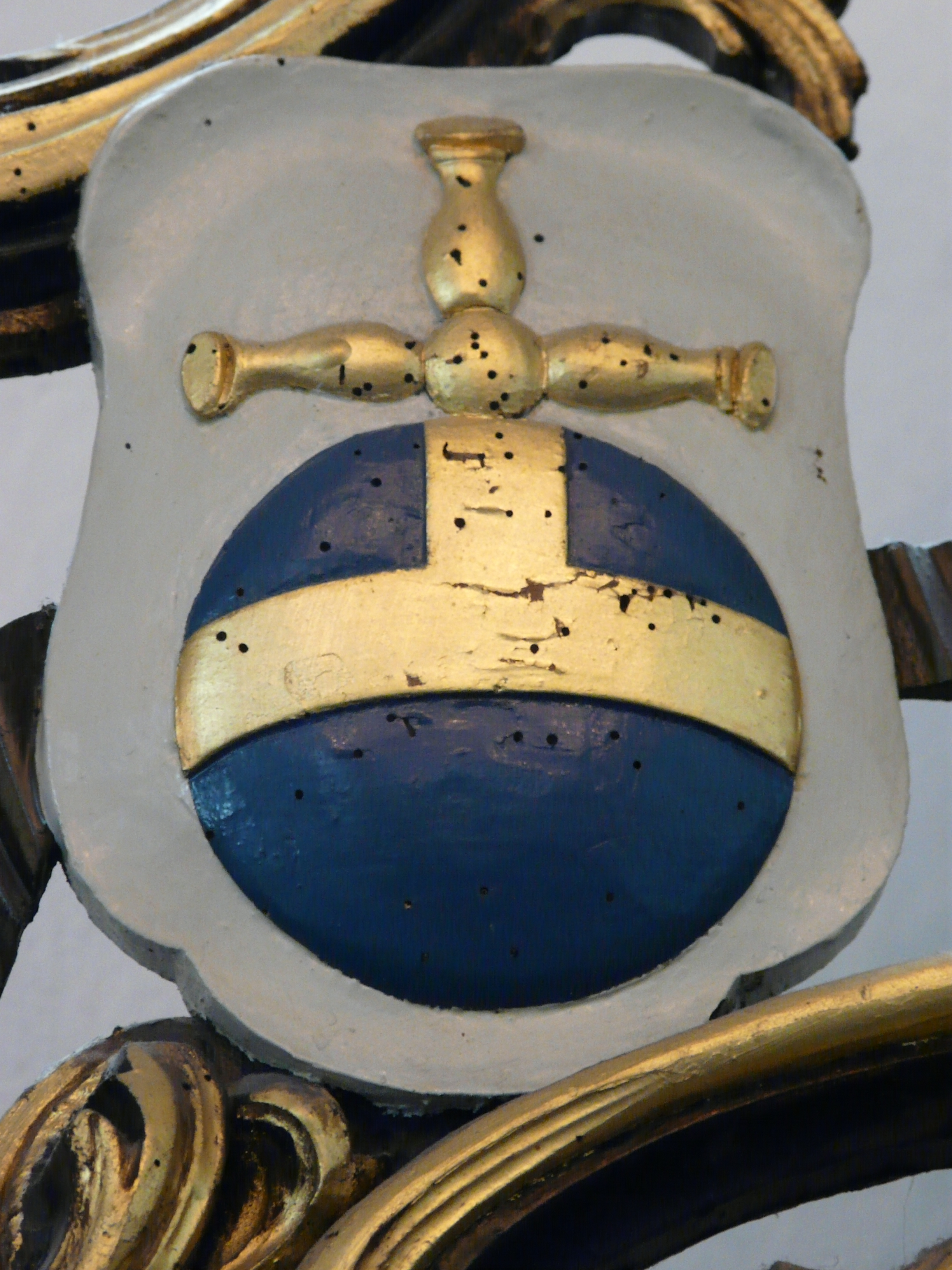
wapen van het kapittel van Oudmunster

De proost stond oorspronkelijk aan het hoofd van een seculier kapittel. Met het proostambt in het middeleeuwse bisdom Utrecht was het ambt van aartsdiaken verbonden. De proost had daardoor veel macht en was ook veel afwezig in verband met zijn taken. Tussen 1150 en 1250 ontwikkelde zich in de bisdommen van het Heilige Roomse Rijk een nieuwe situatie: de proost verloor zitting en stemrecht in het kapittel, dat onder leiding van de deken kwam te staan. Hiermee gepaard ging een scheiding van de bezittingen in proosdijgoederen en kapittelgoederen.
De proost werd aanvankelijk door het kapittel gekozen, maar later wist de paus zich van het benoemingsrecht meester te maken. Na de Reformatie beschouwden de Staten van Utrecht zich als opvolger van de paus en benoemden zij een gereformeerde proost. Na de Bataafse Revolutie van 1795 werden de heerlijkheden en gerechten vervangen door gemeenten en verloor de proosdij zijn publieke functie. De laatste resten van de proosdij verdwenen bij de opheffing van de Utrechtse kapittels in 1811 door Napoleon.

## Bezittingen
- gerecht Vleuten en De Meern (van De Meern alleen het deel ten noorden van de Leidse Rijn)
- gerecht Harmelerwaard (1633 afgestaan aan Harmelen)
- gerecht Linschoten (1633 verkocht)
- Land van Stein (1529 verkocht aan Karel V) gelegen in het graafschap Holland
- gerecht Maarschalkerweerd
- gerecht Ter Hul (een minigerecht in Bunnik)

Samen met de Domproosdij:
- Hagestein (1486 verworven, 1675 verkocht)